# Deux-Aesbijbel

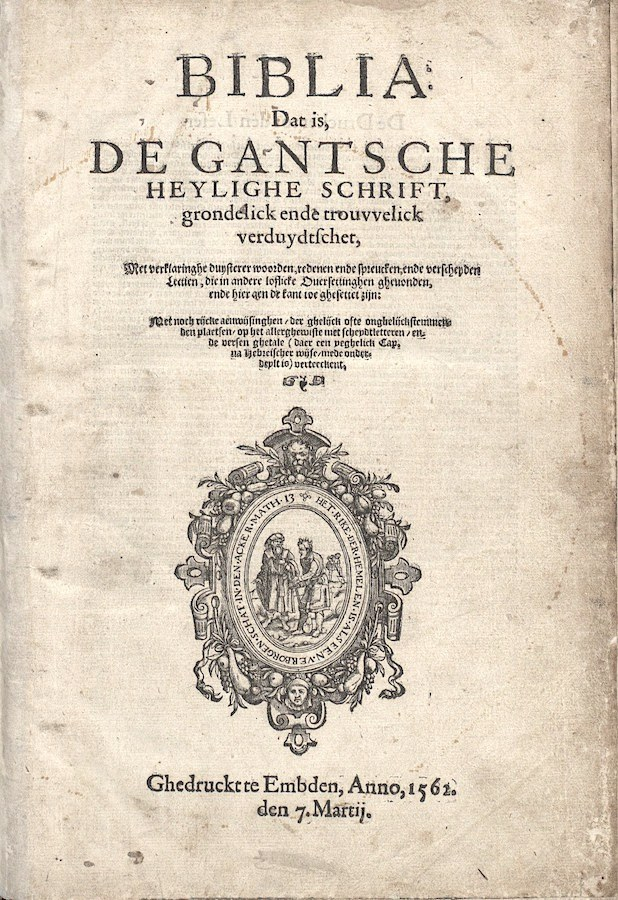
Titelpagina van de eerste editie van 1562

De Deux-Aesbijbel, gedrukt in Emden is een Nederlandse protestantse Bijbelvertaling. Ze verscheen in 1562 als Biblia, dat is de Gantsche Heilige Schrift, grondelick en vetrouvvelijk verduydtschet. Tot de uitgave van de Statenvertaling was dit de meest gezaghebbende vertaling in het Nederlandse taalgebied voor gereformeerden. 

## Naamgeving

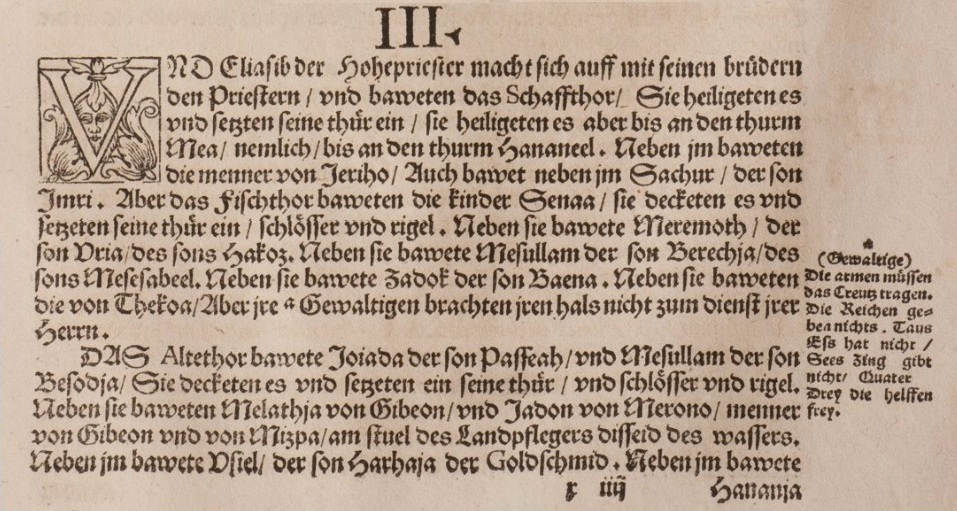
Maarten Luthers kanttekening (bijbel van 1545)

De bijbel is genoemd naar een kanttekening bij Nehemia 3:5. In dit vers van Nehemia wordt gesproken over de wederopbouw van Jeruzalem, waaraan aanzienlijken niets wilden bijdragen. In een kanttekening werd een vertaling van een  gezegde van Maarten Luther opgenomen dat verwijst naar de ogen op een dobbelsteen:
De armen moeten het cruyce draghen/ de rijcke en geven niets/
deux aes en heeft niet/ (de armen, 2 en 1, hebben niets)
six cincque en geeft niet/ (de rijken, 6 en 5, zijn gierig)
quater dry, die helpē vry. (de middenklasse, 4 en 3, is vrijgevig).

## Achtergrond
Vanaf ongeveer 1543 ondervinden protestanten in met name Vlaanderen en Brabant toenemende moeilijkheden vanwege hun geloof. Als gevolg begon een aantal daarvan hun toevlucht op andere plaatsen in Europa te zoeken. Een deel van hen kwam in Emden terecht. Onder hen waren ook enkele drukkers en uitgevers. Daaronder was de uit Gent afkomstige uitgever Gillis van der Erven. In de gereformeerde gemeenschap bestond de wens naar een bijbel die zoveel mogelijk op  de Hebreeuwse en Griekse brontekst was gebaseerd. Van der Erven bracht in 1566 eerst een vertaling uit van het Nieuwe Testament. Die vertaling was gemaakt door de ook uit Gent afkomstige Jan Utenhove. 
Utenhove vertaalde het Grieks zo letterlijk mogelijk. Hij ambieerde dat ‘dat men lichtlick zal moghen spœren [nasporen], wat de voorghemelde Griecksche text is inholdende [inhoudende] of niet’. Het Nederlands van de vertaling was zeer gekunsteld en voor velen onbegrijpelijk. Waar in het meer gangbare Nederlands van de Statenvertaling bijvoorbeeld staat ‘een plaats die de zee aan beide zijden had’ vertaalde Utenhove dit als ‘eęn tweęzeęsche plaetß’. Deze vertaling werd ook nauwelijks verkocht en had voor de financiers en Gilles van der Erven aanzienlijk verlies tot gevolg. 
Van der Erven vatte daarna het plan op een complete bijbel uit te geven. De vertaling van Utenhove werd voor het grootste deel herzien door Johannes Dyrkinus en herschreven in meer gangbaar Nederlands. Kennis van het Hebreeuws ontbrak in Emden. Het Oude Testament van de Deux-aesbijbel werd door Godfried van Wingen vertaald. Hierbij werd uitgegaan van de Liesveltbijbel met aanpassingen uit de Hoogduitse Lutherbijbel van 1554. De bijbel kwam in 1562 uit. De eerste complete Deux-Aesbijbel die in Nederland werd gedrukt dateert pas van 1579.

## Volgende edities

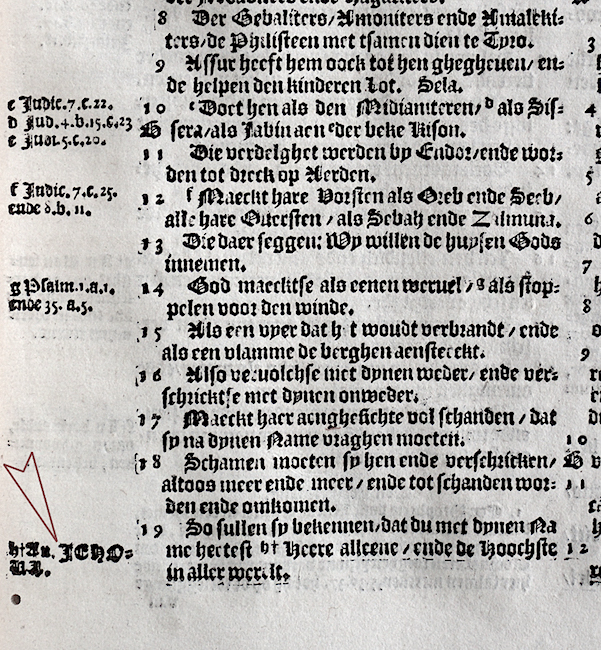
De kanttekening met de naam JEHOVA

Tot aan de Statenvertaling van 1637 bleef de Deux-Aesbijbel voor gereformeerden de belangrijkste bijbel. Het was de eerste Nederlandse  bijbel die de naam JEHOVA noemt, namelijk in een kanttekening bij Psalm 83:19.  Die naam zou pas in de editie van 1591 in de Bijbeltekst zelf een plaats krijgen. 
Er was binnen gereformeerde kringen wel kritiek op deze bijbel. Vooral ten aanzien van de kanttekeningen bij het Oude Testament wenste men een editie die nauwer aansloot op de calvinistische overtuigingen. Men stoorde zich aan de volkse uitdrukkingen die Luther in zijn kanttekeningen hanteerde. Bij Spreuken 6:26 stond als gevolg daarvan in de Deux-Aesbijbel  ‘Wie hem met hoeren generet ende met karren veret, dien is ongheluc bescheret’. Ofwel: wie zich met hoeren inlaat zal ongeluk overkomen. Men vond deze en soortgelijke taal in de kanttekeningen in een bijbel niet gepast. 
In een aantal – maar niet alle – volgende edities werd gepoogd enigszins aan de kritiek tegemoet te komen. In die edities werden de kanttekeningen dan ook geheel of gedeeltelijk vervangen door die van de Geneefse bijbel. Het gevolg was dat er verschillende versies van de Deux-Aesbijbel gingen circuleren. Het werd dan ook een punt van debat of er voor deze bijbel een grondige gehele herziening noodzakelijk was dan wel of er een complete nieuwe vertaling zou moeten komen. Filips van Marnix van Sint-Aldegonde was daar duidelijk over en pleitte voor een geheel nieuwe vertaling. 
 Ik houd de vertaling voor zo gebrekkig dat zij een geheel nieuwe bearbeiding eist. Er moet een nieuw werk komen. Want onder al de vertalingen die bestaan – ik moet het eerlijk bekennen – is er geen een zo ver verwijderd van de Hebreeuwse waarheid als die van Luther, uit welke gebrekkige Hoogduitse vertaling onze nog gebrekkigere Nederlands-Duitse is voortgekomen
De Staten van Holland gaven  hem in 1594 de opdracht een nieuwe vertaling voor te bereiden. Zijn voorbereidende werk was in 1618 een belangrijke basis voor definitieve opdracht tijdens de Synode van Dordrecht.
Er zijn in totaal ongeveer tweehonderd edities van de Deux-Aesbijbel bekend, ook ruim na de tijd van de Statenvertaling. 
Haast twee derde daarvan zijn complete bijbeluitgaven, een derde alleen van het Nieuwe Testament en er zijn enkele uitgaven van afzonderlijke Bijbelboeken. De laatste edities dateren uit het midden van de achttiende eeuw. Er zijn ook enkele tweetalige edities – Nederlands-Maleis – die in opdracht van de VOC werden gedrukt. 
* De eerste editie van de Vorstermanbijbel uit 1528 werd gepresenteerd als een nieuwe geautoriseerde rechtzinnige katholieke Bijbelvertaling. Deze editie bevatte feitelijk echter nogal wat eerder gepubliceerd Middelnederlands materiaal uit het tijdperk van voor de Reformatie als ook veel uit reformatorische kringen. In latere edities waren al essentiële reformatorische passages verdwenen en sloot het aanzienlijk meer aan op de tekst van de Vulgaat.  